# Io... 2 ville e 4 scocciatori
Io... 2 ville e 4 scocciatori (Nous irons à Deauville) è un film del 1962 diretto da Francis Rigaud.

## Trama
A Deauville, Lucien Moreau, affiancato da sua moglie e sua nipote, Sophie, arriva nella villa che ha affittato con il suo amico Maurice Dubois, accompagnato dalla sua attraente moglie. Sulla strada, una rivalità di guida contrappose Lucien a un piccolo gentiluomo furioso e vendicativo.
All'arrivo, cade sul suo capo, un appassionato di camper, che complicherà la sua vita durante questa tormentata vacanza.
La villa risulta essere in uno stato di condizioni catastrofiche, per non parlare del tono sconvolgente del suo proprietario, la signora Couffinous, il machiavellismo dei commercianti di generi alimentari nel quartiere, oppure gli errori del portapacchi.

## Produzione
La moglie di Louis de Funès nel film, è la reale moglie dell'attore: Jeanne de Funès (nata Barthélemy).